# Aeroportul Municipal Cortez
Aeroportul Municipal Cortez (IATA: CEZ, ICAO: KCEZ, FAA LID: CEZ) este un aeroport din Colorado, Statele Unite ale Americii ce deservește zona Cortez⁠(d). Aeroportul a fost tranzitat în 2019 de 17.438 de pasageri. A fost numit după zona deservită.
Situat la o altitudine de 1.804 m, aeroportul dispune de 1 pistă.

## Infrastructură

### Piste
Aeroportul dispune de o singură pistă. Pista 03/21 are suprafața de asfalt și dimensiunile 7.205 picioare × 100 picioare. 